# Ліси сходу Каскадних гір
Ліси сходу Каскадних гір (ідентифікатор WWF: NA0512) — неарктичний екорегіон хвойних лісів помірної зони, розташований на Північному Заході США.

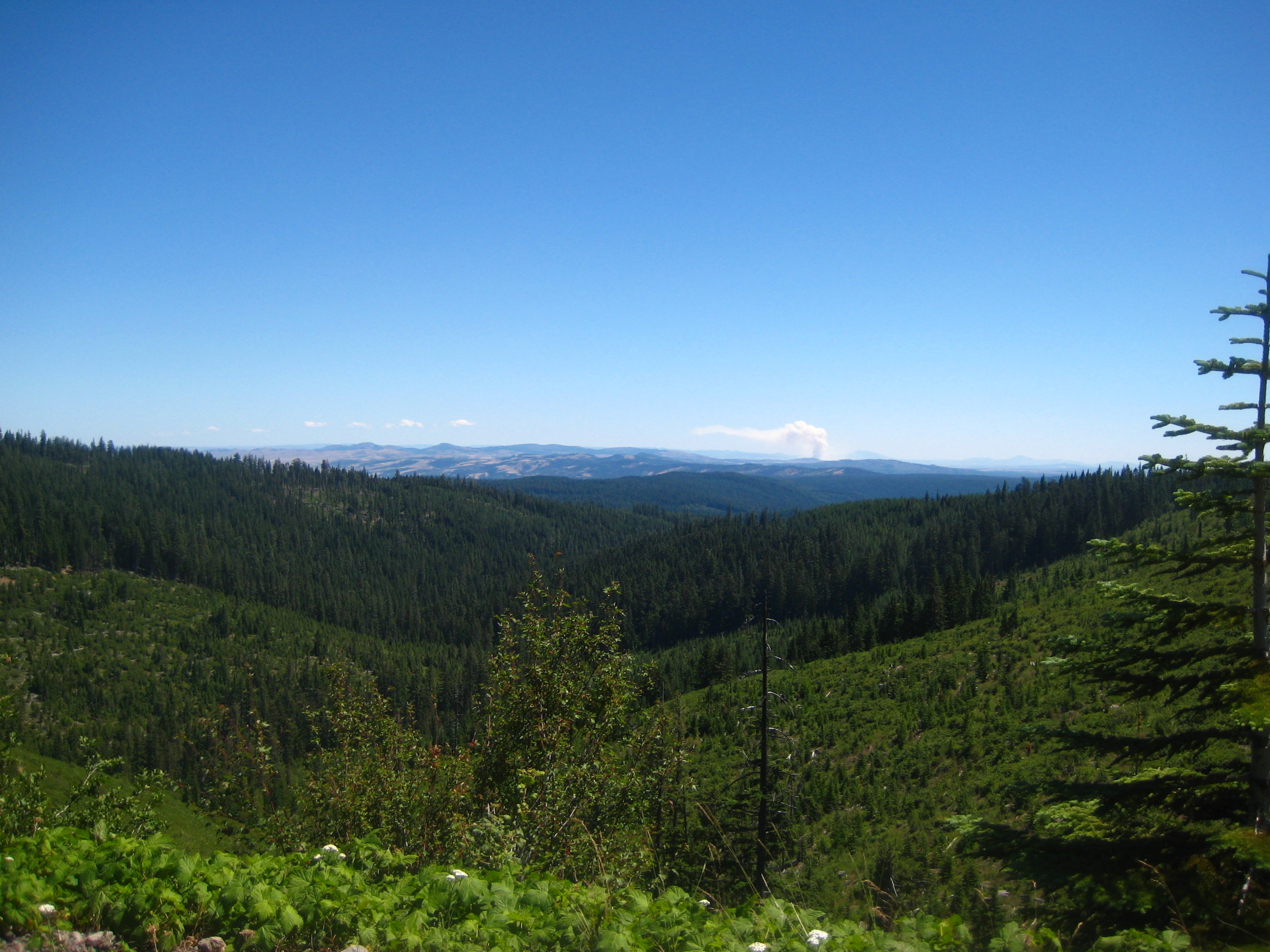
Ландшафт Національний ліс гори Гуд

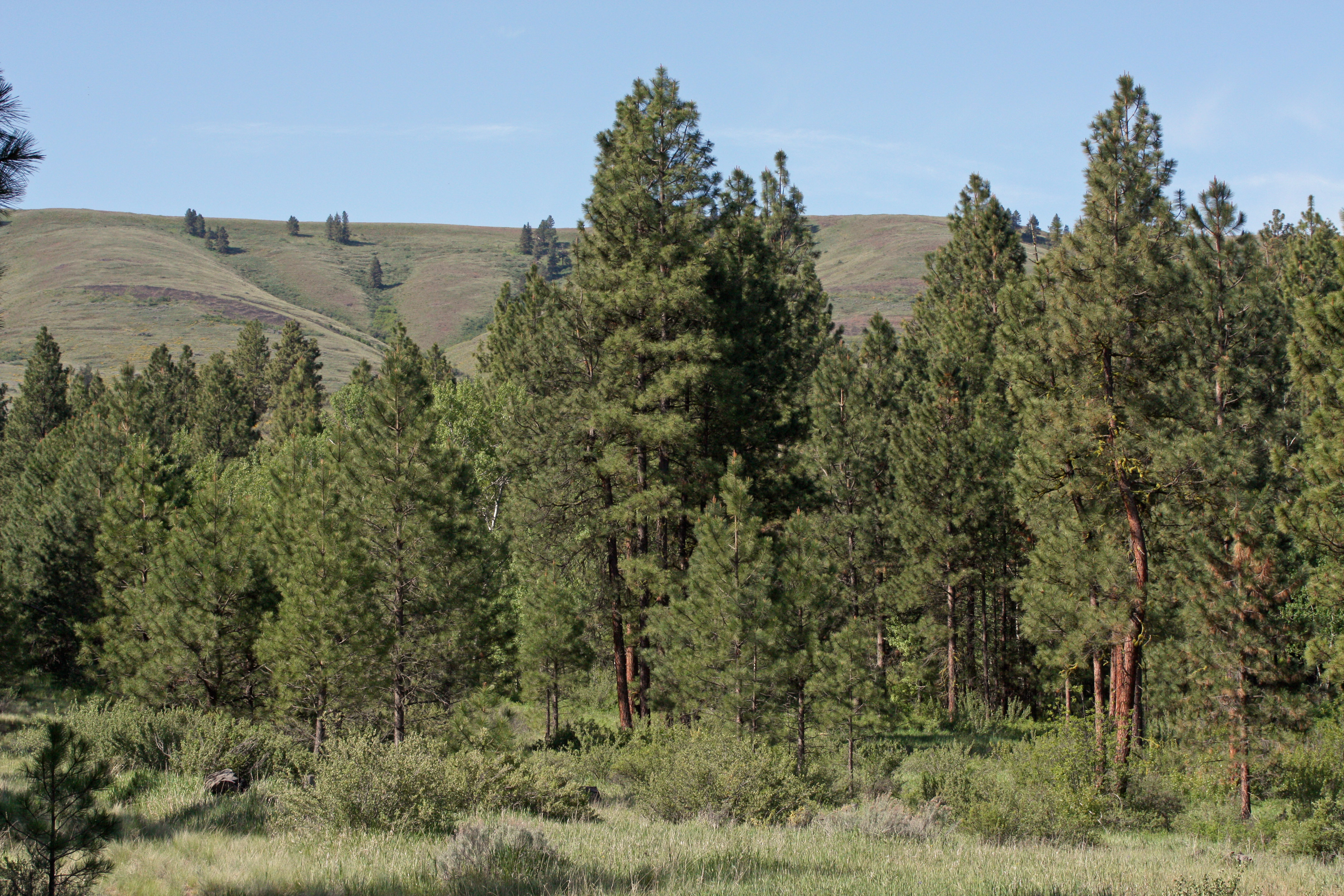
Жовті сосни (Pinus ponderosa)

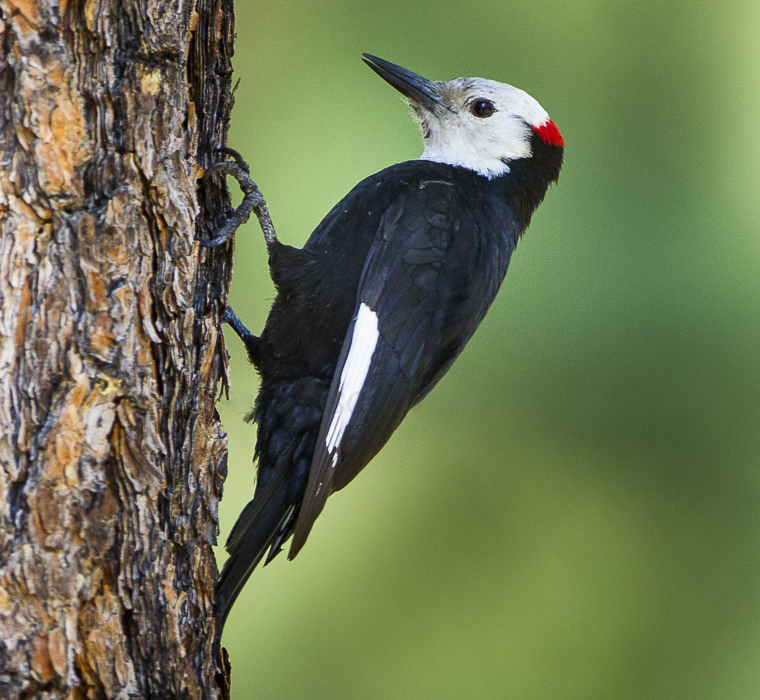
Білоголовий дятел (Leuconotopicus albolarvatus)

## Географія
Екорегіон лісів сходу Каскадних гір охоплює східні схили та передгір'я Каскадних гір, що простягаються через захід штатів Вашингтон і Орегон та через північний схід Північної Каліфорнії. Північна межа регіону лежить східніше гори Рейнір у Вашингтоні, а південна межа — поблизу Сьюзенвілля в Каліфорнії, східніше гори Лассен-Пік. На більшій частині своєї довжини регіон є доволі вузьким, однак на півдні його протяжність із заходу на схід збільшується.
Рельєф західної частини екорегіону представлений гірськими схилами, а східної — пагорбами та високими плато. Повсюдно зустрічаються високі вулканічні конуси та пагорби-останці, а також деякі порівняно молоді лавові потоки. Через невелику кількість опадів ландшафт регіону слабо розчленований, однак подекуди плато перерізають ізольовані каньйони. На півночі регіону зустрічаються льодовикові форми рельєфу, які утворилися внаслідок плейстоценового зледеніння, однак на півдні вони відсутні. З геологічної точки зору основу екорегіону складають вулканічні гірські породи — базальти, андезити та туфи, перекриті шаром вулканічного попелу, пемзи та шлаку, товщина якого подекуди може бути доволі значною. Щільність річкової мережі має тенденцію до збільшення з півдня на північ. Як правило, у районах, де переважає пемза, водних потоків зустрічається мало. Ґрунти в регіоні представлені андісолями або моллісолями. Вони, як правило, мають відносно високу родючість та добре підтримують ріст рослин. У деяких районах, зокрема у  Національному лісі Венатчі, зустрічаються серпентінові ґрунти, які підтримують рідкісні рослинні угруповання.
В горах на заході екорегіон переходить у ліси Центральних та Південних Каскадних гір, на південному сході — у ліси Кламату та Сіскію та у ліси Сьєрра-Невади, а на півночі — у підвітряні ліси Каскадних гір. На напівпустельних плато, що простягаються на схід від передгір'їв Каскадних гір, розташований екорегіон чагарникового степу Снейку та Колумбії.

## Клімат
В межах екорегіону переважає континентальний клімат (Dsb або Dsa за класифікацією кліматів Кеппена) або середземноморський клімат (Csb за класифікацією Кеппена), а у найбільш посушливих районах — напівпустельний клімат (BSk за класифікацією Кеппена). Оскільки регіон лежить у дощовій тіні Каскадних гір, опадів тут випадає набагато менше, ніж на узбережжі Тихого океану — в середньому менше 511 мм за рік. Однак, незважаючи на меншу кількість опадів, влітку тут випадає трохи більше опадів, ніж у районах, розташованих ближче до узбережжя.

## Флора
Рослинний покрив екорегіону представлений мозаїкою чагарників, луків та хвойних лісів. Розподіл рослинних угруповань залежить від висоти, клімату та ґрунтів.
На найвищих висотах регіону, біля гребня Каскадних гір, поширені субальпійські ліси, у яких домінують гірські тсуґи (Tsuga mertensiana), білокорі сосни (Pinus albicaulis), субальпійські ялиці (Abies lasiocarpa) та ялини Енгельмана (Picea engelmannii). 
З просуванням вниз по східних схилах клімат стає неухильно сухішим. Тут поширені гірські хвойні ліси, основу яких складають західні білі сосни (Pinus monticola), велетенські ялиці (Abies grandis), скручені сосни (Pinus contorta), західні модрини (Larix occidentalis) та прибережні дуґласії (Pseudotsuga menziesii var. menziesii). Ще далі на схід, на висоті від 600 до 2000 м над рівнем моря, у більш теплих та сухих умовах, поширені великі масиви рідколісь, у яких домінують жовті сосни (Pinus ponderosa).
Ліси жовтої сосни мають відкриту структуру та трав'яний підлісок. Масивні старовинні жовті сосни, які отримали свою назву за жовтуватий колір кори, що має неймовірний аромат, подібний до аромату ванілі чи ірисок, є найбільш характерними деревами на східних схилах Каскадних гір та у прилеглих передгір'ях. У деяких найбільш сухих районах рідколісся жовтої сосни перетворюються на відкриті соснові савани, подібні до тих, що поширені на південному сході США. Домінуючими травами, що зростають у трав'яному ярусі цих саван, є айдахські костриці (Festuca idahoensis) та колосисті житняки (Pseudoroegneria spicata), які утворюють багаторічні купини. Також тут зустрічаються характерні чагарники гіркої пуршії (Purshia tridentata), поширення яких, однак, значно обмежене режимом пожеж. У рідколіссях та саванах часто спалахують низові пожежі, які знищують трав'яний ярус, однак рідко призводять до загибелі дорослих дерев. 
У найпосушливіших, найсхідніших частинах екорегіону, де за рік випадає від 200 до 250 мм опадів, переважають західні яловці (Juniperus occidentalis), рідколісся яких утворюють перехідну зону між рідколіссями й саванами жовтих сосен та полиновим степом, поширеним східніше. Внаслідок порушення режиму пожеж та надмірного випасу худоби спостерігається вторгнення яловців у степ.
Пожежі, а також інші порушення, такі як часті й локальні падіння дерев або масштабні й водночас рідкісні спалахи епіфітотій, відігравали вирішальну роль у підтримці структури лісів та рідколісь, їх видового складу та екосистемних процесів (взаємодії видів, сукцесії, колообігу поживних речовин тощо). До колонізації регіону у рідколіссях жовтої сосни масштабні пожежі спалахували кожні 5-15 років, тоді як у гірських хвойних лісах вони спалахували раз на 100-900 років. Нова антропогенна мозаїка регіонального ландшафту змінила цю динамічну рівновагу, яка колись підтримувалася природними силами. Лісозаготівля та боротьба з пожежами змінили режим порушень та призвели до менш частих, однак більш інтенсивних пожеж, а часті та масштабні антропогенні порушення спричинили зміну природних процесів та призвели до зменшення біологічного різноманіття екосистем.

## Фауна
Серед поширених в екорегіоні ссавців слід відзначити чорнохвостого оленя (Odocoileus hemionus), білохвостого оленя (Odocoileus virginianus), гірського вапіті (Cervus canadensis nelsoni), вилорога (Antilocapra americana), американського зайця (Lepus americanus), великовухого зайця (Lepus californicus), білохвостого зайця (Lepus townsendii), гірського кролика (Sylvilagus nuttallii), канадського голкошерста (Erethizon dorsatum), жовточеревого бабака (Marmota flaviventris), малого бурундука (Neotamias minimus), соснового бурундука (Neotamias amoenus), бурундука Аллена (Neotamias senex), західну сіру вивірку (Sciurus griseus), вивірку Дугласа (Tamiasciurus douglasii), літягу Гумбольдта (Glaucomys oregonensis), пишнохвостого лісового хом'яка (Neotoma cinerea), гірську полівку (Microtus montanus), тихоокеанську заподу (Zapus trinotatus), самотню торбомишу (Perognathus parvus), полинову строкатку (Lemmiscus curtatus), західну врожайницю (Reithrodontomys megalotis), північного гоферчика (Thomomys talpoides), золотистого ховраха (Callospermophilus lateralis) та каліфорнійського ховраха (Otospermophilus beecheyi). На берегах річок зустрічаються канадські бобри (Castor canadensis), канадські видри (Lontra canadensis), річкові візони (Neogale vison) та болотяні ондатри (Ondatra zibethicus).
Серед великих хижаків, поширених в регіоні, слід відзначити барибала (Ursus americanus), північноамериканську пуму (Puma concolor couguar) та руду рись (Lynx rufus), а серед дрібніших хижих ссавців — койота (Canis latrans), звичайну лисицю (Vulpes vulpes), сіру лисицю (Urocyon cinereoargenteus), звичайну росомаху (Gulo gulo), тихоокеанську куницю (Martes caurina), американського горностая (Mustela richardsonii), довгохвосту ласицю (Neogale frenata), американського борсука (Taxidea taxus), смугастого скунса (Mephitis mephitis), західного плямистого скунса (Spilogale gracilis) та звичайного ракуна (Procyon lotor). Раніше в Каскадних горах мешкали каскадські вовки (Canis lupus fuscus), однак вони були винищені в регіоні, як і гризлі (Ursus arctos horribilis), що жили у гірських лісах, та рівнинні бізони (Bison bison bison), що кочували біля їх підніжжя.
Серед поширених в екорегіоні птахів слід відзначити американського орябка (Bonasa umbellus), гірського тетерука (Dendragapus fuliginosus), гірську перепелицю (Oreortyx pictus), американського яструба (Accipiter atricapillus), віргінського пугача (Bubo virginianus), канадську сплюшку (Psiloscops flammeolus), каліфорнійського сичика-горобця (Glaucidium californicum), каліопу (Selasphorus calliope), північного дятла (Picoides arcticus), ялинового дятла (Picoides dorsalis), білоголового дятла (Leuconotopicus albolarvatus), соснового дятла-смоктуна (Sphyrapicus thyroideus), рожевочереву гілу (Melanerpes lewis), канадську кукшу (Perisoreus canadensis), американську горіхівку (Nucifraga columbiana), каліфорнійську сойку (Aphelocoma californica), чорноголову сизойку (Cyanocitta stelleri), повзика-крихітку (Sitta pygmaea), гірську гаїчку (Poecile gambeli), зеленоспинного віреона (Vireo cassinii), осокового пересмішника (Oreoscoptes montanus), рудобрового квічаля (Ixoreus naevius), західного блакитника (Sialia mexicana), середнього блакитника (Sialia currucoides), північного солітаріо (Myadestes townsendi), західну цитринку (Geothlypis tolmiei), ялинового піві-малюка (Empidonax hammondii), західного піві-малюка (Empidonax difficilis), чагарникового піві-малюка (Empidonax oberholseri), сірого пісняра-лісовика (Empidonax wrightii), рябогруду вівсянку (Passerella iliaca), жовтобрового кіпаля (Hesperiphona vespertina), ялинового шишкаря (Loxia curvirostra), рожевоволу чечевицю (Haemorhous cassinii), сивоголового катуньчика (Leucosticte tephrocotis) та лучну карнатку (Spizella breweri). Водно-болотні угіддя Національного природного заповідника Нижнього Кламату в Орегоні є важливим місцем проживання для білоголових орланів (Haliaeetus leucocephalus) та численних водоплавних птахів.

## Екорегіони IV рівня

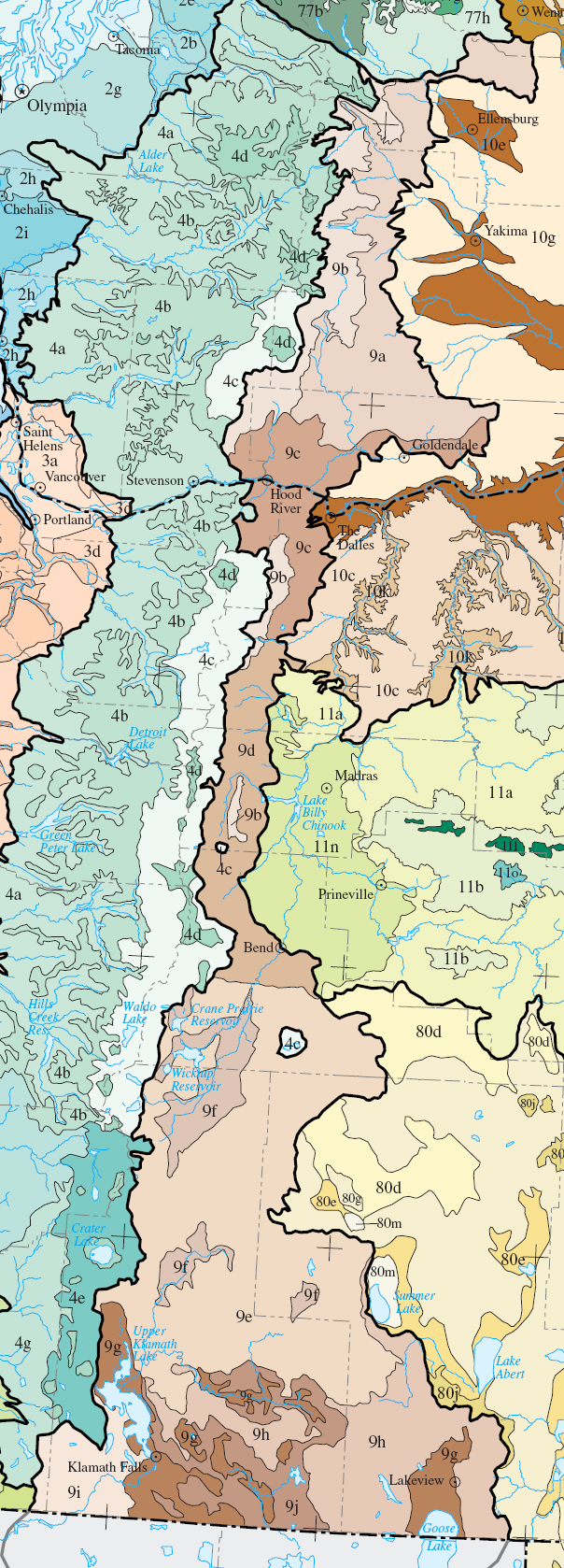
Мапа екорегіонів IV рівня (не зазначена каліфорнійська частина)

У схемі екорегіонів Агенції з охорони довкілля США екорегіон лісів сходу Каскадних гір відомий як екорегіон III рівня «Східні схили та передгір'я Каскадних гір». У межах цього екорегіону виділяють двадцять екорегіонів рівня IV: плато та схили Якіма, мішані ялицеві ліси, дубово-хвойні передгірські ліси, сосново-пуршієві рідколісся, Пемзове плато, прохолодні вологі западини Пемзового плато, теплі вологі западини озер Кламат та Гус, сосново-ялицеві ліси Фремонту, схили Південних Каскадів, ялівцеві рідколісся Кламату, долина Шаста, долина річки Піт, гори Ворнер, високогір'я гір Ворнер, плато Лайклі, ялівцеві чагарники пагорбів та гір Модоку й Лассену, гірські ліси та рідколісся Ейдіну та Хорсхеду, невисокі пагорби Ейдіну та Діксі, лавові потоки та останці Модоку, а також Старі Каскади.

### Плато та схили Якіма (9a)
Регіон плато та схилів Якіма охоплює передгірське плато, що лежить на висоті від 760 до 1500 м над рівнем моря, та пагорби-останці, що підіймаються над ним. Це базальтове плато порізане каньйонами, однак сліди льодовика тут відсутні. Подекуди, особливо на півдні, трапляються природні джерела. Посушливий континентальний клімат підтримує рідколісся, у яких переважають жовті сосни (Pinus ponderosa) та чагарники гіркої пуршії (Purshia tridentata), а також зустрічаються прибережні дуґласії (Pseudotsuga menziesii var. menziesii) та орегонські дуби (Quercus garryana). Пожежі є невід'ємною частиною цієї екосистеми. Регіон охоплює 4640 км² у Вашингтоні, переважно в межах резервації народу якама.

### Мішані ялицеві ліси (9b)
Регіон мішаних ялицевих лісів охоплює гірські схили Каскадних гір, що переважно лежать на захід від плато Якіма. Він містить високі гірські плато, що у минулому були вкриті льодовиками, гірські схили та каньйони, по яким протікають річки з високим ухилом. У післяльодовикових скельних западинах зустрічаються розрізнені озера. Висота регіону коливається від 670 до 1980 м над рівнем моря. Холодні ґрунти та сніжний, континентальний клімат сприяють формуванню хвойних лісів, у яких переважають велетенські ялиці (Abies grandis) та прибережні дуґласії (Pseudotsuga menziesii var. menziesii), а також, меншою мірою, жовті сосни (Pinus ponderosa) та західні модрини (Larix occidentalis). В підліску цих лісів зустрічаються круглолисті клени (Acer circinatum) та чагарники сніжноягідника (Symphoricarpos spp.), рогатої ліщини (Corylus cornuta) і різноцвітого голодискуса (Holodiscus discolor). Регіон охоплює 2100 км² в штаті Вашингтон та 420 км² в штаті Орегон (на схилах гір Рейнір, Адамс, Гуд та Блек-Батт). Він включає території резервації якама, а також частину національних лісів Венатчі, Гіффорда Пінчота, Дешутес та Маунт-Гуд (зокрема природну зону Баджер-Крік).

### Дубово-хвойні передгірські ліси (9c)
Регіон дубово-хвойних передгірських лісів лежить на нижній висоті, ніж мішані ялицеві ліси. Він є більш різноманітним, ніж інші частини Східних Каскадних гір та включає передгір'я, невисокі гори, плато та долини, розташовані на висоті від 150 до 1070 м над рівнем моря. Завдяки каньйону річки Колумбія регіон відчуває океанічний вплив, що пом'якшує його клімат. У результаті ґрунти, клімат та рослинність регіону мають риси, характерні як для Західного, так і для Східного Орегону.
На заході регіону переважають ліси прибережної дуґласії (Pseudotsuga menziesii var. menziesii) та західної тсуґи (Tsuga heterophylla), а на сході — ліси орегонського дуба (Quercus garryana) та жовтої сосни (Pinus ponderosa). В підліску лісів переважають купини айдахської костриці (Festuca idahoensis) та колосистого житняка (Pseudoroegneria spicata), а також чагарники гіркої пуршії (Purshia tridentata), падуболистого барбарису (Berberis aquifolium), рогатої ліщини (Corylus cornuta) та сніжноягідника (Symphoricarpos spp.). Також в регіоні зустрічаються ділянки луків. 
В регіоні переважає лісове господарство, рекреаційні заклади, пасовища, сільські поселення та фруктові сади, а у долинах — поля, на яких вирощуються зернові та сіно. Земля тут переважно перебуває у приватній власності. Регіон охоплює 1460 км² у Вашингтоні та 1190 км² в Орегоні вздовж долини річки Колумбія. Він також охоплює нижню частину басейну річки Білого Лосося та басейн річки Клікітат

### Сосново-пуршієві рідколісся (9d)

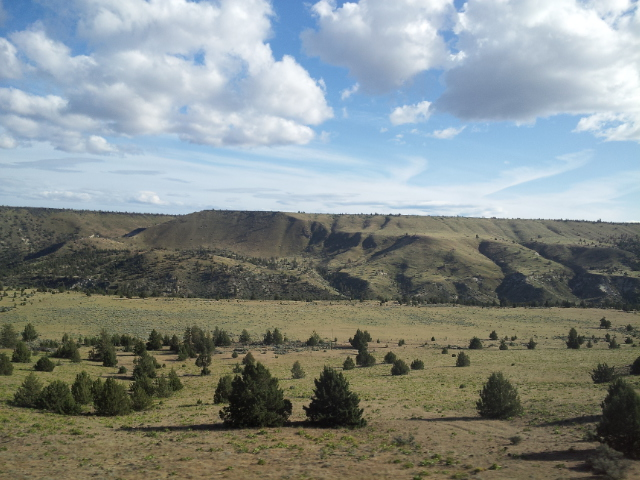
Ландшафт резервації Ворм-Спрінгс

Регіон сосново-пуршієвих рідколісь охоплює високі хвилясті вулканічні плато, порізані каньйонами, по яким протікають річки з високим ухилом. Завдяки вулканічній гідрогеології їхній стік стабільний протягом всього року. Висота регіону коливається від 730 до 1580 м над рівнем моря. Материнською породою для добре дренованих, прохолодних ґрунтів регіону виступає мазамський попіл, величезна кількість якого була викинута в повітря в результаті катастрофічного виверження вулкана Мазама приблизно 6845 ± 50 років тому. Ці ґрунти підтримують майже однорідні насадження жовтої сосни (Pinus ponderosa). Історично в цих гаях часто спалахували пожежі, які знищували підлісок, формуючи відкриті рідколісся. Скручені сосни (Pinus contorta) в регіоні практично відсутні. Склад підліску у рідколіссях жовтої сосни відрізняється залежно від висоти над рівнем моря: на низьких висотах у ньому переважають чагарники гіркої пуршії (Purshia tridentata), які взимку виступають важливим джерелом їжі для оленів, а на великих висотах — чагарники розлогої мучниці (Arctostaphylos patula) та сніжноягідника (Symphoricarpos spp.). У прибережних районах зростають білі вільхи (Alnus incana), верби (Salix spp.), чагарники паросткового дерену (Cornus sericea) та осоки (Cyperaceae). Регіон охоплює 2790 км² в штаті Орегон, на схід від гори Джефферсон, Трипалого Джека та Трьох Сестер. Він включає частину Національного лісу Дешутес та резервації Ворм-Спрінгс.

### Пемзове плато (9e)
Регіон Пемзового плато охоплює високе вулканічне плато, вкрите товстим шаром мазамського попелу та пемзи. Його висота коливається від 1200 до 2500 м над рівнем моря. Ґрунти, що сформували на Пемзовому плато, дуже глибокі та добре дреновані. В регіоні зустрічаються невеликі річки, які час від часу пересихають, а також струмки та болота, що живляться джерелами. Заморозки можливі в будь-яку пору року. 
На схилах Пемзового плато ростуть жовті сосни (Pinus ponderosa), а на великих висотах — одноколірні ялиці (Abies concolor). У більш прохолодних западинах та на рівнинах, де пемзові відклади найтовші, поширені ліси скрученої сосни (Pinus contorta), у підліску яких переважають гіркі пуршії (Purshia tridentata) та айдахські костриці (Festuca idahoensis). У прибережних районах зустрічаються білі вільхи (Alnus incana), американські осики (Populus tremuloides), верби (Salix spp.) та чагарники паросткового дерену (Cornus sericea).
Регіон Пемзового плато є найбільшим з субрегіонів сходу Каскадних гір, який охоплює 10 970 км² в Орегоні між містами Бенд та Кламат-Фоллз. Він включає значні частини Національних лісів Дешутес та Фремонт-Вінема (зокрема Природну зону гори Гірхат), а також нижні висоти Національної вулканічної пам'ятки Ньюберрі

### Прохолодні вологі западини Пемзового плато (9f)
Регіон прохолодних вологих западин Пемзового плато охоплює Сиканське болото, Кламатське болото та западину Ла-Піне, які оточені Пемзовим плато. Вони лежать на висоті від 1200 до 1600 м над рівнем моря та являють собою западини, де взимку осідає холодне повітря, що призводить до нижчих мінімальних температур, ніж на решті плато. Ці западини вкриті товстим шаром озерних відкладів. Навесні, у період танення снігу, рівень ґрунтових вод в западинах розташований близько до поверхні, на відміну від решти Пемзового плато.
Вологі западини Пемзового плато підтримують насадження скручених сосен (Pinus contorta), а також болота, порослі скрученими соснами, верболозом та американськими осиками (Populus tremuloides). На найбільш сухих ґрунтах у западинах зустрічаються розрізнені рідколісся невисоких жовтих сосен (Pinus ponderosa). Сиканське та Кламатське болота підтримують водно-болотну та лучну рослинність, зокрема гостру кугу (Schoenoplectus acutus) та дернистий щучник (Deschampsia cespitosa). У заболочених лісах, на болотах, озерах, водосховищах та річках регіону зустрічаються численні мігруючі водоплавні птахи. Загалом регіон охоплює 1690 км² в Орегоні. Він включає як приватні, так і громадські землі, зокрема частину Національних лісів Дешутес та Фремонт-Венема, а також Національний природний заповідник Кламатського болота.

### Теплі вологі западини озер Кламат та Гус (9g)

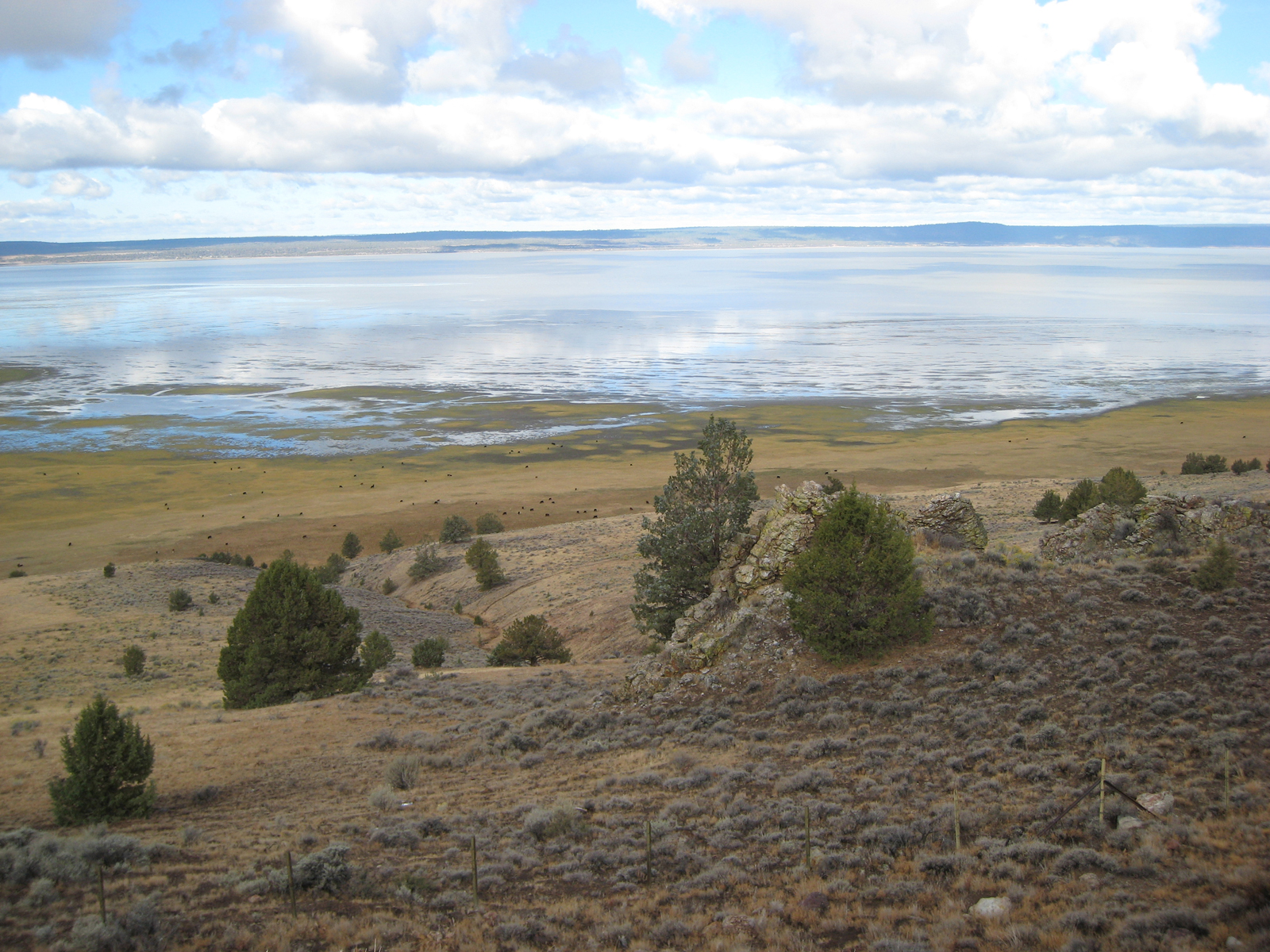
Озеро Гус (озеро, Орегон-Каліфорнія) на кордоні Орегону та Каліфорнії

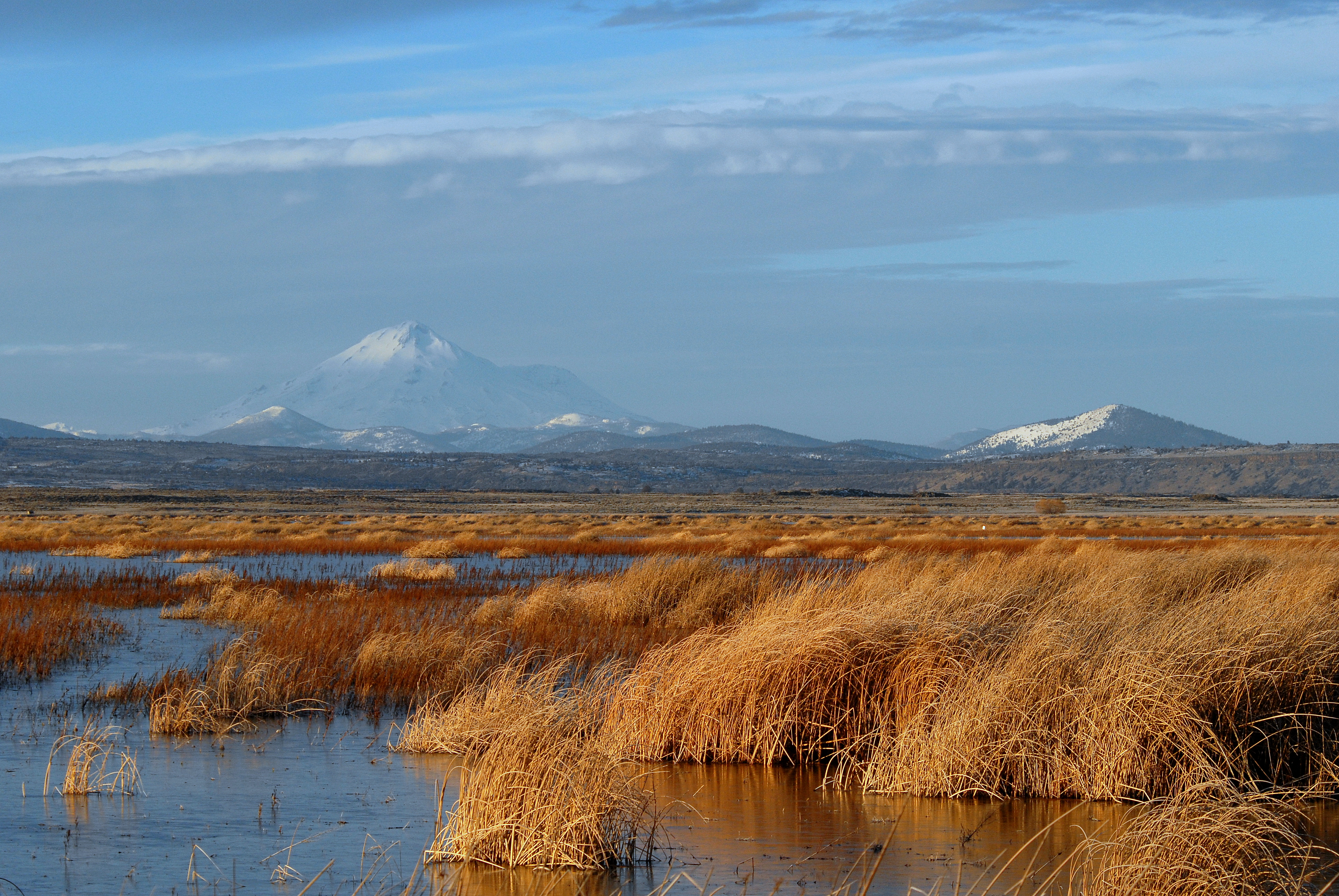
Озеро Туле (озеро) на фоні гори Шаста

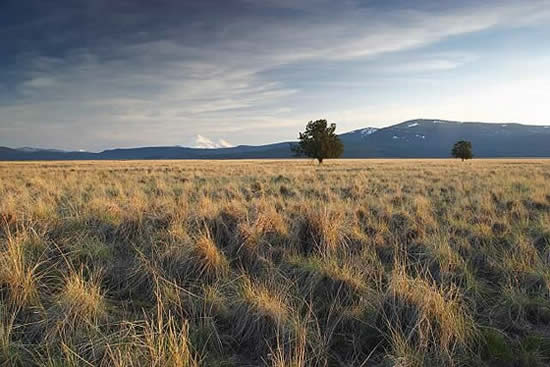
Луки в долині Національні луки долини Батт

Регіон теплих вологих западин озер Кламат та Гус охоплює річкові заплави й тераси та озерні западини, зокрема западини озер Кламат та Гус. Ці озера є залишками великого плювіального озера Модок, яке існувало у плейстоцені. Висота регіону коливається від 1200 до 1600 м над рівнем моря. Клімат регіону доволі посушливий, порівняно з рештою екорегіону.
Колись територію регіону вкривали луки, на яких росли різні види тонконогів (Poa spp.) та пирійників (Elymus spp.). У степах зустрічалися трави, зокрема колосистий житняк (Pseudoroegneria spicata) та айдахська костриця (Festuca idahoensis), а також чагарники гіркої пуршії (Purshia tridentata), тризубчастого полину (Artemisia tridentata) та чагарничкового полину (Artemisia arbuscula). На водно-болотних угіддях росли зарості гострої куги (Schoenoplectus acutus), дернистого щучника (Deschampsia cespitosa), рогозу (Typha spp.) та осоки (Cyperaceae). Більшість вологих лук та водно-болотних угідь регіону були осушені та перетворені на поселення, пасовища та поля, на яких вирощують люцерну, картоплю та просо. В регіоні знаходяться кілька заповідників, що охороняють болота, та є частиною Комплексу національних природних заповідників басейну Кламату. Вони є ключовими для збереження регіонального біорізноманіття, зокрема рідкісних видів птахів та риб. Загалом регіон охоплює 2690 км² в округах Кламат та Лейк в штаті Орегон, а також територію долини Батт в Каліфорнії.

### Сосново-ялицеві ліси Фремонту (9h)
Регіон сосново-ялицевих лісів Фремонту охоплює гірські схили та високі плато, які подекуди підіймаються вище верхньої межі лісу. Загалом висота регіону коливається від 1500 до 2400 м над рівнем моря. Тут переважають давні ґрунти, на відміну від Пемзового плато, де вони були глибоко поховані під шаром вулканічного попелу та пемзи. Подекуди у скельних післяльодовикових западинах трапляються озера та водосховища, а також багато озер та пересихаючих й ефемерних струмків. Континентальний клімат та різноманітний рельєф регіону сприяють різноманіттю типів рослинності. На нижніх висотах поширені рідколісся жовтих сосен (Pinus ponderosa) та західних яловців (Juniperus occidentalis), а у високогір'ях та на північних схилах — хвойні ліси, у яких домінують одноколірні ялиці (Abies concolor), сосни Ламберта (Pinus lambertiana), білокорі сосни (Pinus albicaulis), скручені сосни (Pinus contorta) та каліфорнійські річкові кедри (Calocedrus decurrens). У підліску лісів та рідколісь екорегіону зустрічаються сніжноягідники (Symphoricarpos spp.), серцелисті арніки (Arnica cordifolia), тонконоги Вілера (Poa wheeleri), гіркі пуршії (Purshia tridentata) та довгостолонові осоки (Carex inops). Загалом регіон охоплює 4330 км² в Орегоні, зокрема частину Національного лісу Фремонт-Венема, а також невелику територію на захід від озера Гус в Каліфорнії.

### Схили Південних Каскадів (9i)
Регіон схилів Південних Каскадів є перехідною зоною між Високогір'ями Південних Каскадних гір, що входять до екорегіону лісів Центральних та Південних Каскадних гір, та більш сухими передгір'ями. Він характеризується помірно пологими схилами, розташованими на висоті від 1100 до 1900 м над рівнем моря. Висота регіону є більшою, ніж висота решти субрегіонів, внаслідок чого він отримує більше опадів.
Гірський ландшафт регіону вкривають ліси жовтої сосни (Pinus ponderosa). На більших висотах у гірських лісах переважають одноколірні ялиці (Abies concolor), прекрасні ялиці (Abies magnifica), прибережні дуґласії (Pseudotsuga menziesii var. menziesii) та каліфорнійські річкові кедри (Calocedrus decurrens). В підліску цих лісів переважають айдахські костриці (Festuca idahoensis), гіркі пуршії (Purshia tridentata), осоки Росса (Carex rossii), західні костриці (Festuca occidentalis), сніжноягідники (Symphoricarpos spp.) та золотисті чінквапіни (Chrysolepis chrysophylla). Регіон охоплює 1330 км² в штаті Орегон, на південь від гори Аспен-Батт, у верхів'ях Кламату, а також невелику ділянку в Каліфорнії. Він включає Національний природний заповідник Ведмежої долини.

### Ялівцеві рідколісся Кламату (9j)
Регіон ялівцевих рідколісь Кламату охоплює хвилясті пагорби та уступи, вкриті мозаїкою пасовищ та рідколісь. Він розташований на висоті від 1300 до 1900 м над рівнем моря, а середньорічна кількість опадів тут становить від 300 до 510 мм. На неглибоких, кам'янистих ґрунтах регіону переважають рідколісся західних яловців (Juniperus occidentalis), в підліску яких зростають чагарники гіркої пуршії (Purshia tridentata), чагарничкового полину (Artemisia arbuscula) та тризубчастого полину (Artemisia tridentata), а також різноманітні купинні злаки. Серед видів, що зростають у чагарникових степах регіону, зустрічаються рідкісні види, такі як волохаті мулові вуха (Wyethia mollis), кламатські сливи (Prunus subcordata) та гірські хвостоплідники (Cercocarpus betuloides). Різноманітні чагарники є важливим середовищем існування для багатьох диких тварин. В регіоні розташована низка водосховищ, які важливі у зрошуванні низинних районів. Загалом регіон охоплює 2030 км² Орегону, на південь від міста Кламат-Фоллс, та частину території округів Сіскію та Модок в Каліфорнії.

### Долина Шаста (9k)

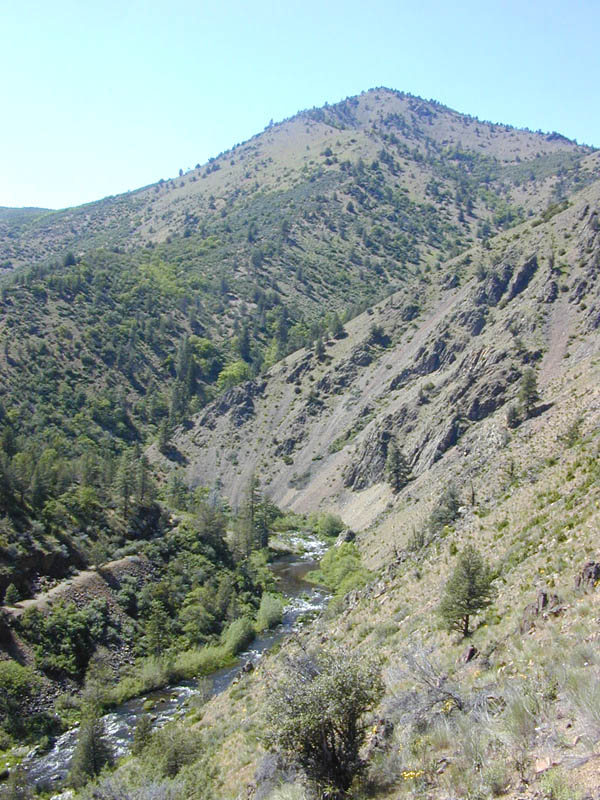
Долина річки Шаста (річка)

Напівпустельна долина річки Шаста лежить на крайньому південному заході екорегіону, у дощовій тіні гір Кламат, розташованих на заході, та Південних Каскадних гір, розташованих на сході. З геологічної точки зору тут переважають четвертинні алювіальні відклади та третинні вулканічні породи. Також тут трапляються четвертинні відклади, сформовані лавинами і селевими потоками. та базальтові лавові потоки. Регіон включає річкові заплави, тераси та алювіальні конуси, а також численні пагорби, що підіймаються над алювіальними рівнинами та сформовані вулканічними породами. Висота регіону коливається від 760 до 1125 м над рівнем моря. 
Рослинний покрив регіону представлений рідколіссями західних яловців (Juniperus occidentalis), чагарниками тризубчастого полину (Artemisia tridentata) та луками, на яких домінують однорічні трави або осоки. Більшість струмків та річок, що протікають територією регіону, беруть початок у навколишніх горах. Найбільшою водоймою в регіоні є водосховище Шастіна на річці Шаста, однак крім нього, тут є кілька менших озер. В регіоні переважає тваринництво. Сільське господарство Шастської долини страждає від весняних повеней та короткого вегетаційного періоду, внаслідок чого тут переважають пасовища, поля люцерни, проса та ще кількох культур.

### Долина річки Піт (9l)
Регіон долини річки Піт охоплює три низинні ділянки в долині річки Піт, найбільшої притоки Сакраменто, зокрема Велику долину, Круглу долину та долину річки Фолл, притоки Піту, а також меншу долину Еш. З геологічної точки зору його основу складають четвертинні алювіальні відклади. Рослинний покрив регіону представлений полиновими степами, у яких домінує тризубчастий полин (Artemisia tridentata), та осоковими луками. Багато з них замінені на пасовища, сінокоси та поля.

### Гори Ворнер (9m)
Регіон гір Ворнер охоплює низькі та середні висоти гір Ворнер, що простягаються з півночі на південь через крайню північно-східну частину Каліфорнії та через крайній південь Орегону. На низьких висотах регіону поширені рідколісся західних яловців (Juniperus occidentalis), у підліску яких зростають чагарники тризубчастого полину (Artemisia tridentata) й чагарничкового полину (Artemisia arbuscula) та купинні злаки, а на великих висотах — ліси, у яких переважають жовті сосни (Pinus ponderosa), сосни Джеффрі (Pinus jeffreyi), вашоські сосни (Pinus washoensis), американські осики (Populus tremuloides) та одноколірні ялиці (Abies concolor). Із західних схилів гір Ворнер річки стікають до басейнів озера Гус або річки Піт, а зі східних схилів — до безстічної долини Сюрпрайз, що лежить біля підніжжя цих гір.

### Високогір'я гір Ворнер (9n)

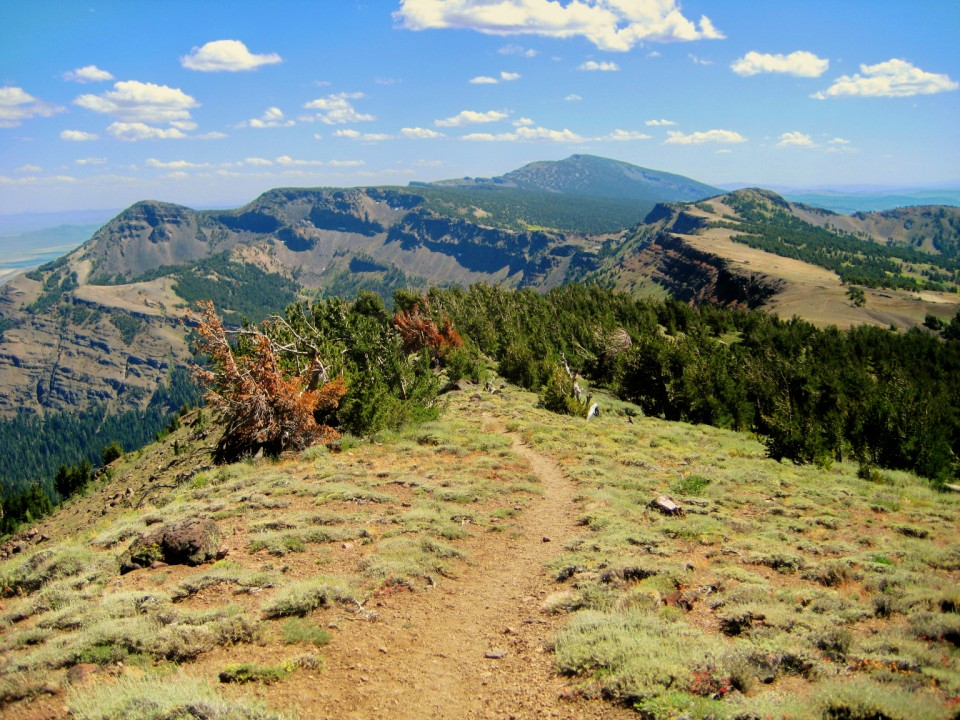
Високогір'я гір Ворнер (гори)

Регіон високогір'їв гір Ворнер охоплює субальпійські та альпійські високогір'я гір Ворнер, розташовані на висоті понад 2375 м над рівнем моря. Найвищшою вершиною гір Ворнер є гора Ігл-Пік заввишки 3015 м. На низьких висотах регіону переважають ліси одноколірної ялиці (Abies concolor) та американської осики (Populus tremuloides), на висоті понад 2600 м над рівнем моря — білокорі сосни (Pinus albicaulis), а на найвищих вершинах — посухостійкі альпійські подушкоподібні рослини. Середньорічна кількість опадів в регіоні становить приблизно від 710 до 8100 мм, більшість з яких випадає взимку, формуючи глибокий сніговий покрив.

### Плато Лайклі (9o)
Невелике плато Лайклі лежить на південний захід від гір Ворнер. Його висота коливається від 1370 до 1675 м над рівнем моря, однак на більшій частині регіону перепад висоти становить лише 30-90 м. Луки та полинові степи пологого плато Лайклі контрастують з прилеглими пагорбами та стрімкими горами Модоку, які переважно вкриті сосново-ялівцевими рідколіссями та сосновими лісами. Середньорічна кількість опадів тут становить лише 300-380 мм. З геологічної точки зору в регіоні переважають четвертинні андезити та базальти. Територію плато Лайклі перетинають кілька постійних річок, що стікають з гір Ворнер до річки Піт.

### Ялівцеві чагарники пагорбів та гір Модоку й Лассену (9p)

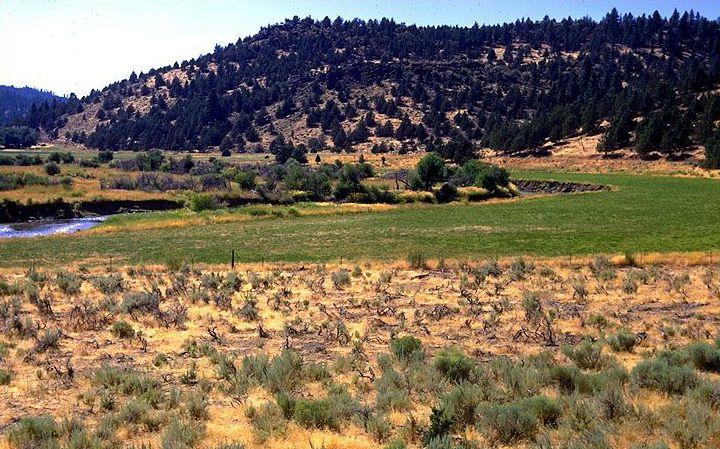
Річка Піт (річка) на плато Модок (плато)

Регіон ялівцевих чагарників пагорбів та гір Модоку й Лассену охоплює еродоване вулканічне плато, порізане численними розломами, над яким підіймаються багато вулканічних пагорбів та гір. Він розташований на крайньому південному сході екорегіону, на території округів Модок та Лассен. Рослинний покрив регіону представлений рідколіссями західних яловців (Juniperus occidentalis) в підліску яких зростають чагарники тризубчастого полину (Artemisia tridentata) та багаторічні купинні злаки. У високих горах зустрічаються невеликі ділянки хвойних лісів, основу яких складають сосни Джеффрі (Pinus jeffreyi), жовті сосни (Pinus ponderosa) та одноколірні ялиці (Abies concolor). Річок та струмків в регіоні небагато, більшість з них влітку пересихають. Водні потоки, що протікають через територію регіону, стікають до річки Піт, до безстічної долини Медлін або на південь, до безстічної западини Медового озера.

### Гірські ліси та рідколісся Ейдіну та Хорсхеду (9q)
Регіон гірських лісів та рідколісь Ейдіну та Хорсхеду охоплює гори, що лежать на північ, схід та південь від Великої долини річки Піт. Висота регіону коливається від 1500 до 2144 м над рівнем моря. Тут переважають соснові та мішані хвойні ліси, основу яких складають сосни Джеффрі (Pinus jeffreyi), жовті сосни (Pinus ponderosa) та, меншою мірою, одноколірні ялиці (Abies concolor). На низьких висотах поширені рідколісся західних яловців (Juniperus occidentalis), в підліску яких зустрічається тризубчастий полин (Artemisia tridentata), гірські хвостоплідники (Cercocarpus betuloides) та інші листяні чагарники. В регіоні є кілька струмків та джерел, але майже відсутні озера.

### Невисокі пагорби Ейдіну та Діксі (9р)
Регіон невисоких пагорбів Ейдіну та Діксі охоплює пагорби та лавові плато, що лежать на захід від гір Ейдіну. Він лежить на нижній висоті (від 1200 до 1800 м над рівнем моря) та характеризується менш різким рельєфом. Рослинний покрив регіону представлений полиновими степами, по яким розкидані поодинокі західні яловці (Juniperus occidentalis). Сосни, поширені у навколишніх горах, в цьому субрегіоні відсутні. Деякі струмки, що впадають у Піт, перетинають територію регіону, а також тут є кілька невеликих, неглибоких озер. Основною формою землекористування в регіоні є випас худоби.

### Лавові потоки та останці Модоку (9s)
Регіон лавових потоків та останців Модоку охоплює західну частину вулканічного плато Модок, що оточує нагір'я Медісін-Лейк. Він лежить на нижній висоті, ніж навколишні високогір'я, а його клімат більш посушливий. Через тріщини у базальтових породах просочується вода, поповнюючи водоносний горизонт, що обмежує поверхневий стік в регіоні. Рослинний покрив плато Модок представлений рідколіссями західних яловців (Juniperus occidentalis), чагарниковими степами, у яких домінує тризубчастий полин (Artemisia tridentata), та луками, основу яких складають багаторічні трави. 

### Старі Каскади (9t)
Регіон Старих Каскадів розташований на південному сході регіону, на північ від субрегіону долини Шаста, на кордоні між Каліфорнією та Орегоном. Він охоплює долину річки Кламат, передгір'я та невисокі гори, основу яких складають середньотретинні вулканічні породи. Рослинний покрив регіону представлений переважно чагарниками тризубчастого полину (Artemisia tridentata). На північ від річки Кламат та на північних схилах зустрічаються орегонські дуби (Quercus garryana), а на великих висотах північних схилів — рідколісся жовтої сосни (Pinus ponderosa) та мішані хвойні ліси. На низьких висотах південних схилів зустрічаються чагарники клинолистого червонокорінника (Ceanothus cuneatus) та луки.

## Збереження
Інтенсивна вирубка лісів та боротьба з пожежами призвели до зміни природного рослинного покриву. Тут залишилося небагато перестійних лісів, переважно у відділених гірських районах. В регіоні переважає лісове господарство, випас худоби та рекреація, зокрема полювання та рибальство. Територія екорегіону здебільшого малонаселена. Найбільшими містами регіону є швидко зростаючий Бенд, головне місто Центрального Орегону, у якому живуть майже 100 000 людей.
Оцінка 2017 року показала, що 2963 км², або 6 % екорегіону, є заповідними територіями. Природоохоронні території включають: Національний ліс Венатчі, Національний ліс імені Гіффорда Пінчота та Національний природний заповідник озера Конбой у Вашингтоні, Національний ліс Дешутес, Національний ліс гори Гуд, Національний ліс Фремонт-Вінема, Національний природний заповідник Ведмежої долини, Національний природний заповідник Кламатського болота, Національний природний заповідник Верхнього Кламату та Національну вулканічну пам'ятку Ньюберрі в Орегоні, Національний ліс Модок, Національні луки долини Батт, Національний природний заповідник озера Туле, Національний природний заповідник Чистого озера, Національний природний заповідник Модок, Національну пам'ятку Лавового ложа та Природну зону Саус-Ворнер в Каліфорнії, а також Національний природний заповідник Нижнього Кламату на кордоні Орегону та Каліфорнії.